# Сім чудес Вінниччини
Асоціація музеїв Вінниччини провела семінар на базі Вінницького обласного краєзнавчого музею для краєзнавців, музейних працівників з проблем історичного, культурного туризму області «Гостинна Вінниччина запрошує» (в рамках Програми «Славетні імена і визначні місця Вінниччини»).
Випущено путівник по визначних пам'ятках історії та архітектури подільського краю. Рішенням Вінницької обласної сімома Чудеса Вінниччини визнано такі місця:
| № | Назва                                                    | Об'єкти | Час створення      | Населений пункт                       | Найближча залізнична станція  | відстань від станції | Спосіб проїзду | Примітки |
| - | -------------------------------------------------------- | --- | ------------------ | ------------------------------------- | ----------------------------- | -------------------- | --- | -------- |
| 1 | Браїлівські історичні споруди                            | Браїлівська скарбниця, православний жіночий монастир, Державний музей П.І.Чайковського у маєтку графині фон Мекк                                                                                | XVIII-XIX ст.      | смт. Браїлів Жмеринського р-ну        | Браїлів                       | 2 км                 | електропоїздом Козятин-Жмеринка або Київ-Жмеринка до ст. Браїлів (або ще краще до з.п. Козачівка)                                                                        |          |
| 2 | Історико-культурний комплекс «Буша» та «Гайдамацький яр» | Розписні хати, кераміка, безліч музеїв (в т.ч. археологічних), унікальна скеляста місцевість із відповідними краєвидами, місця козацької, гайдамацької слави; унікальний викопний скельний храм |                    | с. Буша Ямпільського району           | Могилів-Подільський, Вапнярка | 35 км                | електропоїздом Козятин-Жмеринка-Вапнярка, або Одеса-Вапнярка, або швидким поїздом до Вапнярки, далі автобусом.                                                           |          |
| 3 | "Історико-культурний центр духовності та злагоди"        | Костел Флоріана, чоловічий монастир та інші культові споруди | XVIII - XIX ст.    | м. Шаргород                           | Жмеринка, Ярошенка            | 20 км                | до Жмеринки або Ярошенки залізничним транспортом, далі - автотранспортом                                                                                                 |          |
| 4 | Національний музей-садиба М. І. Пирогова                 | музей-садиба, музей-аптека, в якій працював Пирогов; дерева, посаджені Пироговим; церква-усипальниця, склеп Пирогова; меморіальний сад Пирогова                                                 | ХІХ ст.            | м. Вінниця                            | Вінниця                       |                      | міським автобусом №5 або 7; від вокзалу - тролейбусом №14 |          |
| 5 | Немирівське городище                                     | Немирівське городище - Великі вали | VII-VI ст. до н.е. | с. Сажки Немирівського р-ну           | Сажки                         | 500 м                | приміським поїздом "Вінниця-Гайворон" до з.п. Сажки |          |
| 6 | Палац Потоцьких                                          | Палац Потоцьких, пам'ятка архітектури | XVIII ст.          | м. Тульчин                            | Журавлівка                    | 10 км                | пас.поїздом або електричкою Козятин-Жмеринка-Вапнярка до ст. Журавлівка; якщо швидкий поїзд не зупиняється на ст., то до Вапнярки.                                       |          |
| 7 | Лядовський скельний монастир                             | діючий скельний чоловічий монастир | XI ст.             | с. Лядова Могилів-Подільського району | Могилів-Подільський           | 5 км                 | пасажирським або приміським поїздом до Могилева-Подільського, далі автобусом М.П.-Лядова (для любителів піших прогулянок скелястою місцевістю - пішки від ст. Сулятицька |          |

## Джерело
- М. Антонюк та О. Антонюк «Через віхи історії» частина третя – Вінниця «О.Власюк» - 2008 р. – 399- 400 ст.